# Букинич, Дмитрий Демьянович
Дми́трий Демья́нович Буки́нич (1882—1939) — русский инженер, учёный-археолог, почвовед, этнограф-таджиковед,
участник экспедиций в Афганистан и в Монголию.

## Биография
В 1924 году Букинич был в Афганистане в составе экспедиции Н. И. Вавилова.
В 1925 он году изучал Сарезское озеро.
В 1928—1929 годах участвовал в Среднеазиатской этнографической экспедиции, руководимой В. В. Бартольдом.
1933-34 — участник экспедиции в Каракорум (Монголия).
Во время сталинского террора в конце 1930-х Д. Д. Букинич покончил жизнь самоубийством. В связи со смертью Букинича Н. И. Вавилов написал о нём очерк (опубликован в № 5 «Известий всесоюзного географического общества» за 1939 год).

## Вклад в науку
Д. Д. Букинич — первооткрыватель анауского поселения Ак-тепе, создатель схемы истории ирригации в Средней Азии и карты почв Афганистана.
Букинич — соавтор книги о земледелии в Афганистане:
- Вавилов Н. И. Земледельческий Афганистан : сост. по материалам экспедиции Гос. ин-та опытной агрономии и Всесоюз. ин-та прикладной ботаники в Афганистан. / Н. И. Вавилов, Д. Д. Букинич. — Л., 1929. — [4], 610, XXX с.

## Семья
Внучка Д. Д. Букинича — археолог и архивистка Лидия Львовна Ртвеладзе (Букинич) (1941—14.04.2020), супруга историка Э. В. Ртвеладзе, длительное время работала заведующей архивом Государственное управление в области охраны и использования объектов культурного наследия Узбекистана.

## Комментарии
1. ↑  Э. В. Ртвеладзе в интервью назвал место работы супруги как «Главное управление по охране памятников истории и культуры Узбекистана», тогда как официальное название учреждения — «Государственное управление в области охраны и использования объектов культурного наследия Узбекистана» согласно Закону Республики Узбекистан «Об охране и использовании объектов культурного наследия»